# Лесенка (устройство)

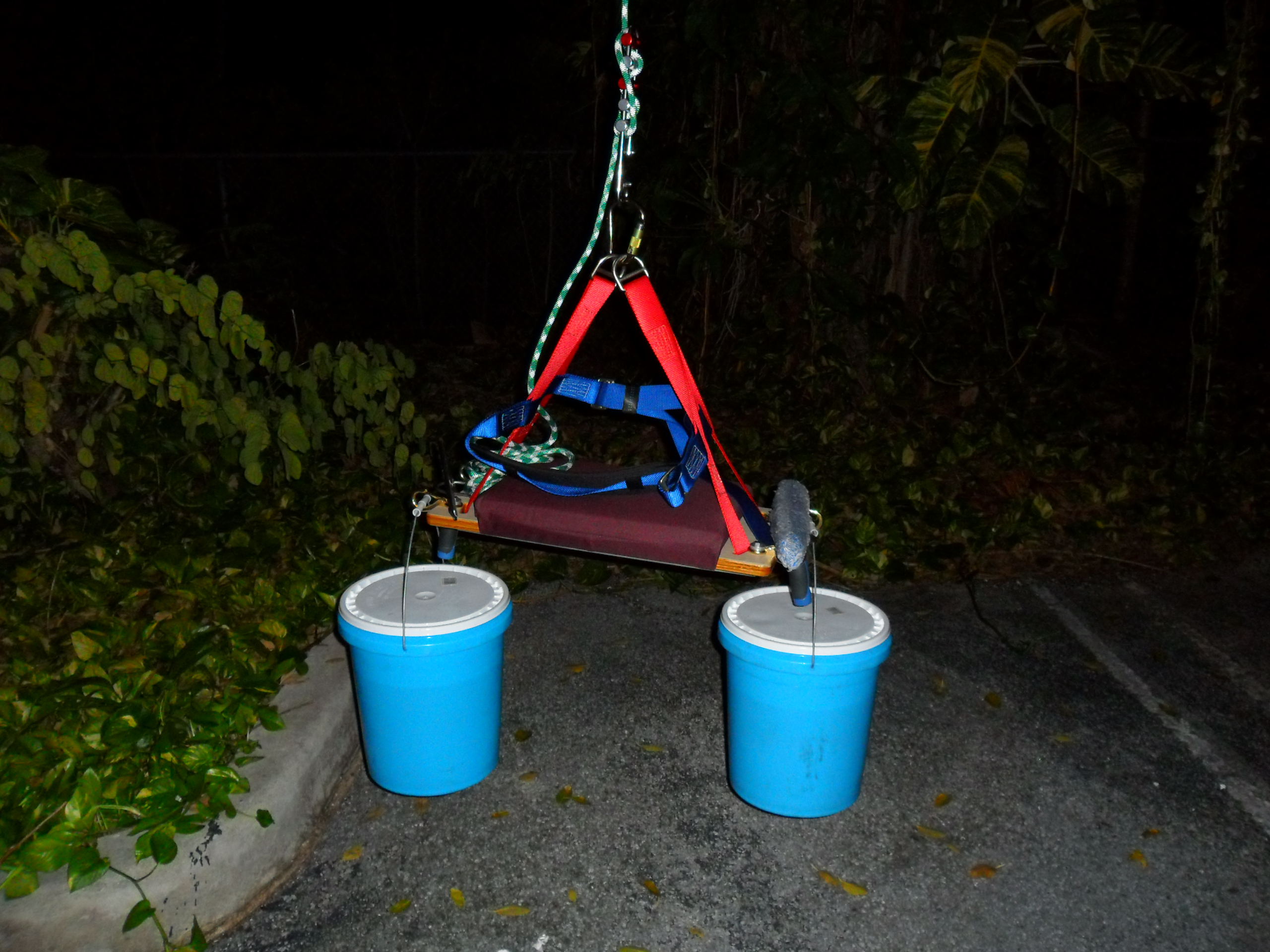
спусковое устройство типа «лесенка» на сидушке для мытья окон в промальпе

Ле́сенка (решётка) — спусковое (тормозное) устройство фрикционного типа для использования на подвижном рабочем месте в спелеотуризме и промальпе. Спусковое устройство «лесенка» предназначено для спуска по одинарной альпинистской верёвке диаметром 8—13 мм. Можно контролировать скорость спуска. Не перекручивает верёвку. Возможна фиксация положения при зависании. Изготавливают из стали и дюралюминия. Вес «решётки» составляет 450—600 грамм в зависимости от количества перекладин (бочонков). Рабочая нагрузка — 150 килограмм. Максимальная нагрузка — 1500 килограмм.

## Примечания

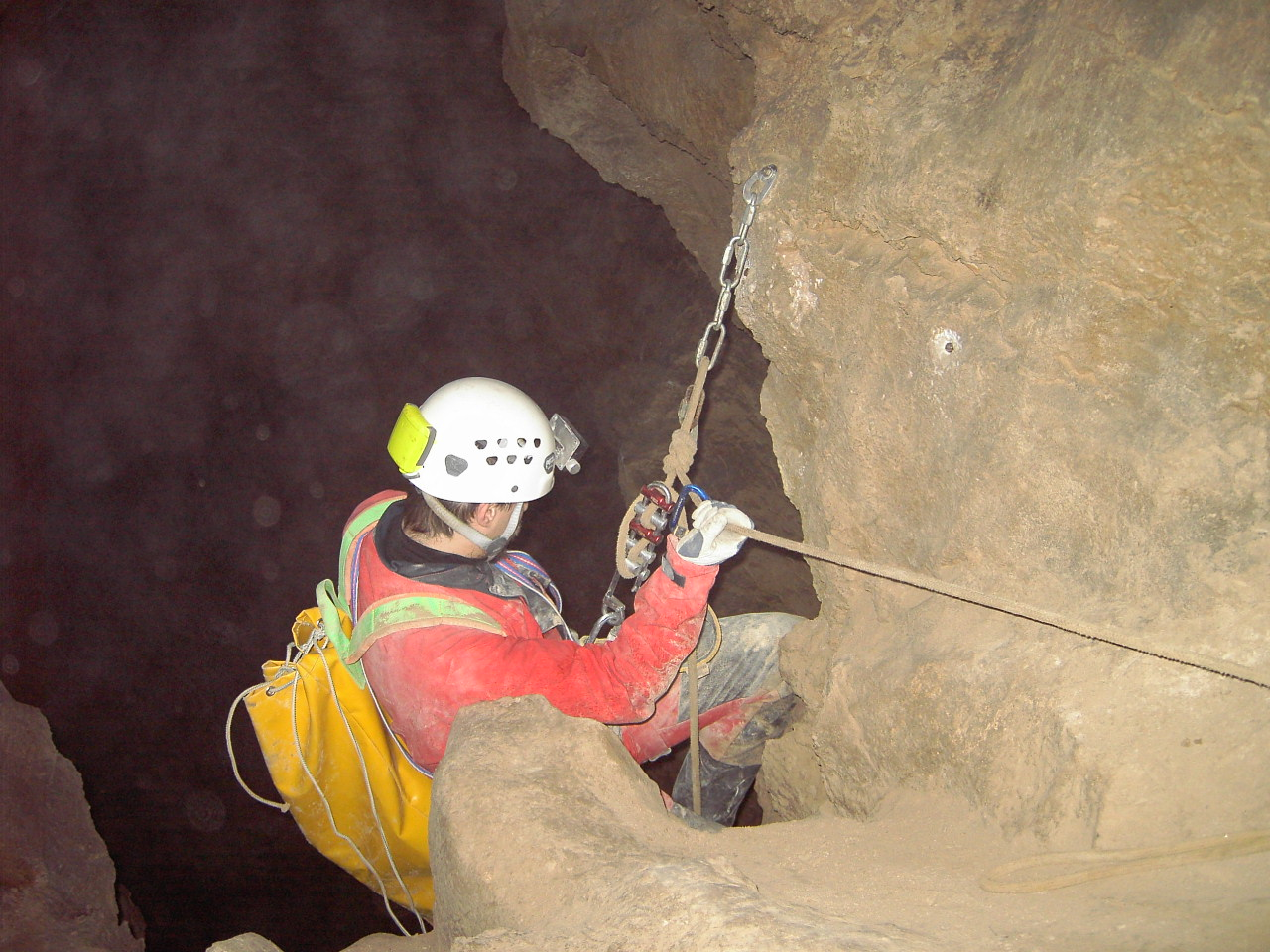
спелеотурист спускается на «лесенке»